# Jean-Michel Tchissoukou
Jean-Michel Tchissoukou (né en 1942 à Pointe-Noire au Congo, mort en 1997 à Brazzaville) est un cinéaste congolais. C'est l'un des premiers cinéastes congolais après l'indépendance.

## Biographie
Jean-Michel Tchissoukou naît en 1942 à Pointe-Noire, au Congo. Il suit des études de cinéma à Paris, à l'Institut national de l'audiovisuel (INA) et à l'Office de coopération radiophonique (OCORA). De retour au Congo, il y travaille pendant dix ans dans la chaîne de télévision nationale.
En 1970, il réalise son premier film, un moyen métrage, Illusions. C'est un drame qui relate la mésaventure d'un paysan qui vient rejoindre son frère à Brazzaville en s'imaginant y trouver facilement du travail ; la désillusion est rapide, entre la froideur de son frère, la rude réalité du marché du travail et les tensions politiques. En 1972, il participe comme assistant au tournage de Sambizanga de Sarah Maldoror.
Jean-Michel Tchissoukou passe au long métrage en 1979 avec La Chapelle, un film humoristique situé au Congo dans les années 1930 qui décrit les tensions entre les religions africaines précoloniales et l'Église catholique. Le film remporte le Prix de l'authenticité au Festival panafricain du cinéma et de la télévision de Ouagadougou (FESPACO) au Burkina Faso en 1981. Le deuxième film de Jean-Michel Tchissoukou, M'Pongo (Les Lutteurs), sort en 1982. Le film met en scène un drame psychologique dans une classe de gymnastique où un ancien professeur enseigne les techniques de lutte traditionnelle ; par ce biais, il s'intéresse au conflit de générations et aux changements culturels qui se produisent au Congo entre 1930 et 1960.
Jean-Michel Tchissoukou meurt en 1997 à Brazzaville.

## Filmographie
- 1970 : Illusions (moyen métrage)
- 1979 : La Chapelle (long métrage)
- 1982 : M'Pongo (Les Lutteurs, long métrage)